# Nazinigger
|  | Denne artikel er oprettet af botten PalnaBot ud fra en ekstern database. Den kan derfor have sproglige fejl eller mangler. Denne skabelon kan fjernes efter kontrol af indholdet. |

Nazinigger er en kortfilm fra 1994 instrueret af Gordon Inc. og Knud Vesterskov efter manuskript af Gordon Inc..

## Handling
7-minutters spillefilm, der kombinerer elementer fra musikvideo, scratch og udbytning. Historien om en hvid nigger, der leger med kræfter, han ikke evner at kontrollere, hvilket fører til gruppevoldtægt, sømpistol-tortur og en ulykkelig slutning.